# Michel Albertini
 (février 2019).
Pour les articles homonymes, voir Albertini.
Michel Albertini est un acteur, scénographe et écrivain français né le 15 mai 1953 à Marseille.

## Biographie
Il effectue ses études au Lycée Saint-Charles. Il rencontre Philippe Caubère durant une représentation au lycée.

### Vie privée
Il a un fils Milan, né de sa liaison avec l'actrice Fiona Gélin

## Théâtre

### En tant qu'acteur
- 1970 : L'Ours - Anton Tchekhov - Alain Illel
- 1971 : L'Homme du destin - Bernard Shaw
- 1971 : L'Avare - Molière - Victor Bernus
- 1971 : Propriété Condamnée - Tennessee Williams
- 1972 : Verlaine et Rimbaud - Eric Eychenne
- 1973 : Henri III et sa cour - Alexandre Dumas - Mario Franceschi
- 1973 : Le Cid- Corneille - Christian Grau-Stef
- 1974 : Le Raz de Marée - Michel Lebihan - Julien Bertheau
- 1974 : La Mégère Apprivoisée - Shakespeare - Mario Franceschi
- 1975 : La Guerre de Troie n'aura pas lieu - Jean Giraudoux - J. Mauclair
- 1976 : La Guerre de Troie n'aura pas lieu - Jean Giraudoux - J. Mercure
- 1977 : L’Intervention - Victor Hugo - Jacqueline Huppert
- 1979 : L’Homme de cuir - H. Eppendorfer - P. Chatel - D. Schmidt - R. W. Fassbinder
- 1981 : Les Derniers Mots de Dutch Schultz - W. Burroughs - A. Ligeon Ligeonnet
- 1982 : Caligula - Albert Camus - Patrick Guinand
- 1983 : L’ambassade - Mrozec - Laurent Terzieff
- 1993 : La Librairie - Francis Parisot - Annette Barthelemy
- 1993 : Cinna - Corneille - Jean-Claude Drouot
- 1994 : Le Martyre de saint Sébastien - D’Annunzio - Debussy - P.L.Pizzi - La Fenice
- 2004 : Fantaisie Flamenca – Dario Arboleda - Sainte Chapelle. Planète Andalucia.
- 2004 : Cérémonie pour le Sacre de Napoléon - Église de la Madeleine
- 2005 : L’Arme du Futur - Planète Andalucia
- 2005 : Les Maitres du Tango . Lille
- 2006 : L’Arme du Futur - Séville. San Luca de Barrameda
- 2006 : Correspondance de Bonaparte. Château de Malmaison.
- 2006 : Correspondance de la Reine Hortense. Château de Malmaison.
- 2007 : Guernica. Planète Andalucia
- 2007 : Correspondance de Bonaparte. Aix en Provence
- 2008 : Guerre d’Espagne - Planète Andalucia
- 2008 : Correspondance de Bonaparte - Musée de l’Armée
- 2009 : Villa Lobos - Orchestre de l’Opéra de Paris
- 2009 : Le Sang des Poètes – Péniche Demoiselle.
- 2010 : Noces Blanches - Rabat/Paris
- 2011 : Bleu Conrad - Avec le groupe Barbara Furtuna. Jean-Yves Lazennec. Corse.
- 2012 : Sangre Del Alma - Péniche Anako
- 2014 : Calme - Lars Noren - Ornella Boulé
- 2016 : Judith - Cédric Lavie - Théâtre Adyar, Théâtre de la Tour Eiffel
- 2017 : Judith - Cédric Lavie -  Espace Rachi, Théâtre du Gymnase
- 2021 : AL. Avec Aldo Romano ; Le triton. Festival de Porquerolles

### Assistant à la mise en scène
- 1974 : La Folle de Chaillot de Jean Giraudoux, mise en scène de Gérard Vergez
- 1977 : Arrête ton cinéma de Gérard Oury

### Metteur en scène
- 1979: Dom Juan de Molière - Théâtre du Conservatoire
- 1981: Aïn Salah de lui-même - Jeune Théâtre National
- 1990 : Les rues sont vides de Jacques Parent - Centre Georges Pompidou
- 1994: Dès le printemps la cafétéria est ouverte dans le parc de lui-même - Théatre Athlétic
- 1999: Merdicoles de lui-même - Comédie Française
- 2004: La Veuve joyeuse de Franz Lehar – Théâtre Adyar
- 2006: Offenbachanales – Les comédiens de la Marquise
- 2006: Pomme d'Api - Monsieur Choufleuri restera chez lui le... de Charles de Morny et Jacques Offenbach  – Théâtre Adyar
- 2008: Le Mariage aux lanternes - Les Dames de la Halle de Jacques Offenbach –Théâtre Adyar
- 2009: Orphée aux Enfers de Jacques Offenbach

## Filmographie

### Cinéma

#### Longs Métrages
- 1973 : La Main à couper - Étienne Périer
- 1974 : Verdict - André Cayatte
- 1979 : I... comme Icare - Henri Verneuil
- 1983 : La Femme publique - Andrzej Żuławski
- 1984 : L'Amour braque - Andrzej Żuławski
- 1984 : Sac de nœuds - Josiane Balasko
- 1985 : L'Araignée de satin - Jacques Baratier
- 1986 : Le Moustachu - Daniel Chaussois
- 1987 : L'Homme voilé - Maroun Bagdadi
- 1988 : L'Union sacrée - Alexandre Arcady
- 1988 : Bille en tête - Carlo Cotti
- 1989 : Le Vent de la Toussaint - Gilles Béhat
- 1989 : Le Trésor des îles Chiennes - F. J. Ossang
- 1990 : La Nuit Rouge - Jean-Marie Richard
- 1990 : Écrans de sable - Randa Chahal Sabbag
- 1990 : Faux et usage de faux - Laurent Heynemann
- 1993 : Pierre qui brûle - Léo Kaneman
- 1994 : Nelly et Monsieur Arnaud - Claude Sautet

#### Courts et Moyens Métrages
- 1979 : Retour - Handke Van Eecken
- 1983 : La poussée vers le haut - Hervé Gary
- 1983 : Le Guêpier - Anne Albertini
- 2000 : La nuit porte conseil - David Faroult
- 2022 : Looking for Al - Ornella Boyle

### Télévision
- 1972 : Samedi Loisirs - Maurice Dumay
- 1973 : Henri III et sa cour de Jean Henin
- 1974 : Un bon patriote de Gérard Vergez
- 1976 : Ces beaux messieurs de Bois-Doré de Bernard Borderie
- 1977 : L'inspecteur de Jean-Paul Roux
- 1979 : La Grande Chasse de Jean Sagols
- 1980 : Commissaire Moulin (épisode La Bavure) de Jean-Claude Grumberg
- 1981 : La Farandole d'Agnès Delarive
- 1982 : Le Truqueur d'Abder Isker
- 1982 : Un après-midi dans la plaine du Cheliff de Jean-François Delassus
- 1982 : Zarka de Roger Burckhardt
- 1983 : Huguette Spengler de Philippe Valois
- 1984 : Les Sentiers Battus de Robert Salis
- 1985 : Opération Ypsilon de Peter Kassovitz
- 1987 : Le Saxo Bleu d'Hervé Nisic
- 1988 : La Diva et le Professeur de Steno
- 1988 : Marat de Maroun Bagdadi
- 1989 : Leopoldine de Lam Le
- 1990 : Beau Grand et Brun d'Édouard Molinaro
- 1990 : Counterstrike de Paolo Barzman
- 1991 : Cane Sciolto de Georgio Di Capitani
- 1991 : Riviera de Marion Sarraut
- 1992 : Sposa Di Cristo de Dino Risi
- 1993 : La Harpiste de L’Opéra de Luc Bongrand
- 1995 : Cœurs Caraïbes de Paolo Barzman
- 1995 : Strangers de Sean Geoghegan
- 1995 : Reckoning de Sam Hart
- 1995 : Henry Miller de Luc Bongrand
- 1996 : Troubles de Georges Maran
- 1996 : Sonia de Peter Kassovitz
- 1996 : Aventures Caraïbes de Paolo Barzman
- 1997 : Highlander de Dennis Berry
- 1997 : Diva de Jean-Claude Lord
- 1997 : Ciel d'Orage de Paolo Barzman
- 1998 : Le Fil du Rasoir de Gérard Cuq
- 1999 : The Raven de Georges Mendeluk
- 1999 : La Valse Macabre de Jacques Cortal
- 1999 : Avocats et Associés de Denis Amar
- 2000 : 72 Heures d'Éric Woret, Éric Summer et Olivier Pancho
- 2000 : La tribu de Zoé de Pierre Joassin
- 2000 : Dormir avec le Diable d'Yves Boisset
- 2001 : Julie Lescaut, épisode 3 saison 10, À couteaux tirés de Pierre Aknine
- 2001 : Sydney Fox, l'aventurière de Jay Firestone et Gil Grant
- 2001 : Midnight Flight de Ian Toynton
- 2001 : Nestor Burma de Jacob Berger
- 2001 : 72 Heures (série télévisée) de Frédéric Demont
- 2001 : Femmes de loi de Laurent Carcélès
- 2001 : Largo Winch de Paolo Barzman
- 2002 : Tempo d'Éric Styles
- 2002 : Nestor Burma de Laurent Carceles
- 2002 : Anomalies Passagères de Nadia Fares
- 2002 : Alex Santana, négociateur de José Pinheiro
- 2003 : The Crusade of San Giovanni de Paolo Barzman
- 2003 : Femmes de loi de Benoît d’Aubert
- 2003 : Alex Santana, négociateur d'Éric Woreth
- 2003 : Alex Santana, négociateur de Gilles Béhat
- 2003 : Alex Santana, négociateur de Marc Angelo
- 2003 : Dérapages de Vincent  Monnet
- 2004 : Femmes de loi de Denis Malleval
- 2004 : Fargas de Didier Delaître
- 2004 : Léa Parker de Robin Davis
- 2005 : Stevenson de Philipe Mortier
- 2005 : Femmes de loi de Sylvie Ayme
- 2005 : Commissaire Valence de Nicolas Haert
- 2006 : Pierre Curie, de l'instrument au rêve de lui-même
- 2006 : Père et Maire de Nicolas Borel
- 2010 : Mafiosa d'Éric Rochant
- 2010 : Mission Sacrée de Daniel Vigne
- 2011 : Mafiosa de Pierre Leccia
- 2012 : Les Anonymes de Pierre Schoeller
- 2013 : Migraines d'Hélène Couturier
- 2013 : Platane d'Eric Judor et Denis Imbert
- 2013 : Duel au soleil d'Olivier Guignard
- 2014 : Section de recherches de Didier Delaître (Saison 9 - épisode 4) : Armand Carioux
- 2014 : Commissaire Magellan de François Guerin

## Scénographie d'expositions
- 2003 : Napoleao  Sao Paolo. FAAP.
- 2004 : Exposition Trésors de la Fondation Napoléon, au Musée Jacquemart-André, Paris
- 2005 : Napoléon en Campagne. Arc de Triomphe
- 2005 : Exposition à l'occasion du bicentenaire de la bataille d'Austerlitz, Paris.
- 2006 : Napoléon III et l'Europe, exposition aux Invalides, Paris.
- 2006 : Napoléon sous le Dôme - L’empreinte de l'Aigle au Musée de l’Armée. Invalides
- 2006 : Léonard au Musée des tissus. Lyon
- 2006 : Nuit des Musées - Son et lumières. Dôme des Invalides
- 2006 : Pierre Curie, L’Homme, le scientifique au Panthéon
- 2006 : Mumuye. Galerie Flak
- 2006 : Le Magnetisme. ESPCI
- 2006 : Kachina. Galerie Flak.
- 2007 : J’aime les militaires au Centre National du costume de scène. Moulins
- 2007 : Vauban au Musée de l’Armée
- 2007 : Marie-Caroline, Duchesse de Berry, au Château de Sceaux. Écuries Colbert
- 2007 : Nuit des Musées - Son et lumières. Dôme des  Invalides
- 2007 : Christian Lacroix Costumier, au Centre National du costume de scène, Moulins
- 2007 : Parcours d'un Collectionneur, au Château de Sceaux, Ecuries Colbert
- 2007 : J’aime les militaires au Musée de l’armée.
- 2008 : Opéra/Jardins aux Salines d’Arc et Senans
- 2008 : Mille et une nuits au Centre National du Costume de Scène. Moulins
- 2008 : Textiles Sacrés au Château de Maintenon
- 2008 : Musée Valery Giscard d'Estaing au Château d’Estaing
- 2008 : Totems et Chamanes - Galerie Flak
- 2008 : Assises/101 Chaises - Ministère de la Culture
- 2009 : Christian Lacroix The Costumier - Au NAMOS, Musée National de Singapour
- 2009 : Le Pouvoir de Voler - Musée Promenade de Marly le roi
- 2009 : Soie, Ors et Trésors des Visitandines - Manufacture PRELLE
- 2009 : Napoléon et la Corse - Musée de Corte
- 2009 : Christian Lacroix Trajes de Cena - FAAP. Sao Paolo. Brésil
- 2010 : Paris d'amour à l'hôtel de ville de Paris
- 2010 : Palais du Roi de Rome - Rambouillet
- 2010 : Centre Culturel de Bocognano - Corse
- 2010 : Noces Blanches - Paris/Rabat
- 2010 : Haïti - Ministère de la Culture et de la Communication
- 2010 : Montparnasse Années 30 - Palais du Roi de Rome/Rambouillet
- 2010 : Russie - Ministère de la Culture et de la Communication
- 2011 : Musée des Années 30 - Section costumes
- 2011 : Mare Nostrum - Musée de Sartene/Corse
- 2012 : Les Jeux olympiques d'Athènes à Londres au Musée National du Sport, Paris
- 2013 : Palazzu Napoleone - Bocognano/Corse

## Littérature
- Les Merdicoles, ce roman raconte la truculente histoire d'un quartier de Marseille et de ses habitants. La comédie Française en a tiré une adaptation pour le théâtre pour la saison 1998/1999.
- L'enfant sale, publié aux Éditions d'ores et déjà, janvier 2012

### Romans d'amour

#### Sous son vrai nom
- Le chemin des calanques, Nous Deux, 1999
- L'amour aux deux visages, Nous Deux, 2000
- L'espoir de Soledad, J'ai lu, 2003Publié dans la collection Escale Romance
- L'amour aux deux visages, J'ai lu, 2004Publié dans la collection Escale Romance
- Les orphelins de Nha-Trang, J'ai lu, 2004Publié dans la collection Escale Romance
- Le parfum d'Iguaçu, J'ai lu, 2005Publié dans la collection Escale Romance

#### Sous le pseudonyme de Jonathan Pacula
- La part du feu, Nous Deux, 1995
- Le pays de l'oubli, Nous Deux, 1996
- Les tourbillons du fleuve, Nous Deux, 1997
- Les amants du séisme, Nous Deux, 1998